# Milizac
Milizac korábbi község Franciaországban, Finistère megyében. Lakosainak száma 3719 fő (2018. január 1.). Milizac Guilers, Bohars, Bourg-Blanc, Brest, Coat-Méal, Guipronvel, Lanrivoaré, Saint-Renan és Tréouergat községekkel határos.
2017. január 1-jén Guipronvel korábbi községgel egyesült és az így létrejött Milizac-Guipronvel új község része lett.

## Népesség
A település népességének változása:
| Lakosok száma | 1377 | 1727 | 2465 | 2925 | 2884 | 3148 | 3426 | 3603 | 3684 | 3719 |
|               | 1968 | 1975 | 1982 | 1990 | 1999 | 2011 | 2013 | 2015 | 2017 | 2018 |